# Hocico
Hocico (dosłownie po polsku pysk); początkowo (w 1992 r.) nazywające się Hocico de Perro (psi pysk). 
Zespół meksykański grający połączenie industrialu z harsh-electro. Założony w 1993 r. przez kuzynów Erka Aicraga i Racso Agroyama (pseudonimy artystyczne; ich prawdziwe nazwiska to Eric Garcia i Oscar Mayorga). Ich teksty pisane są po angielsku i po hiszpańsku. 

## Dyskografia

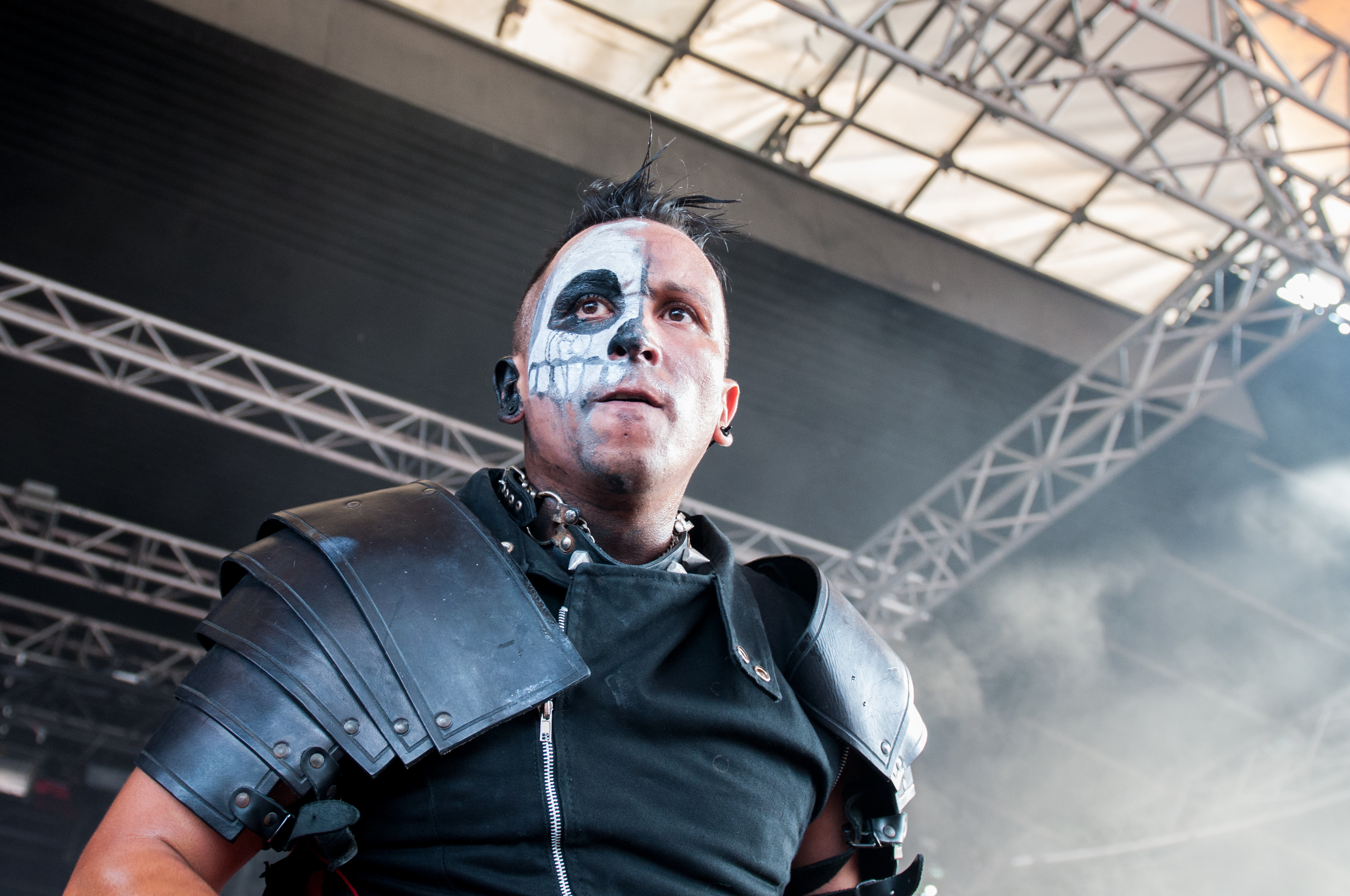
Erik Aicrag, 2014

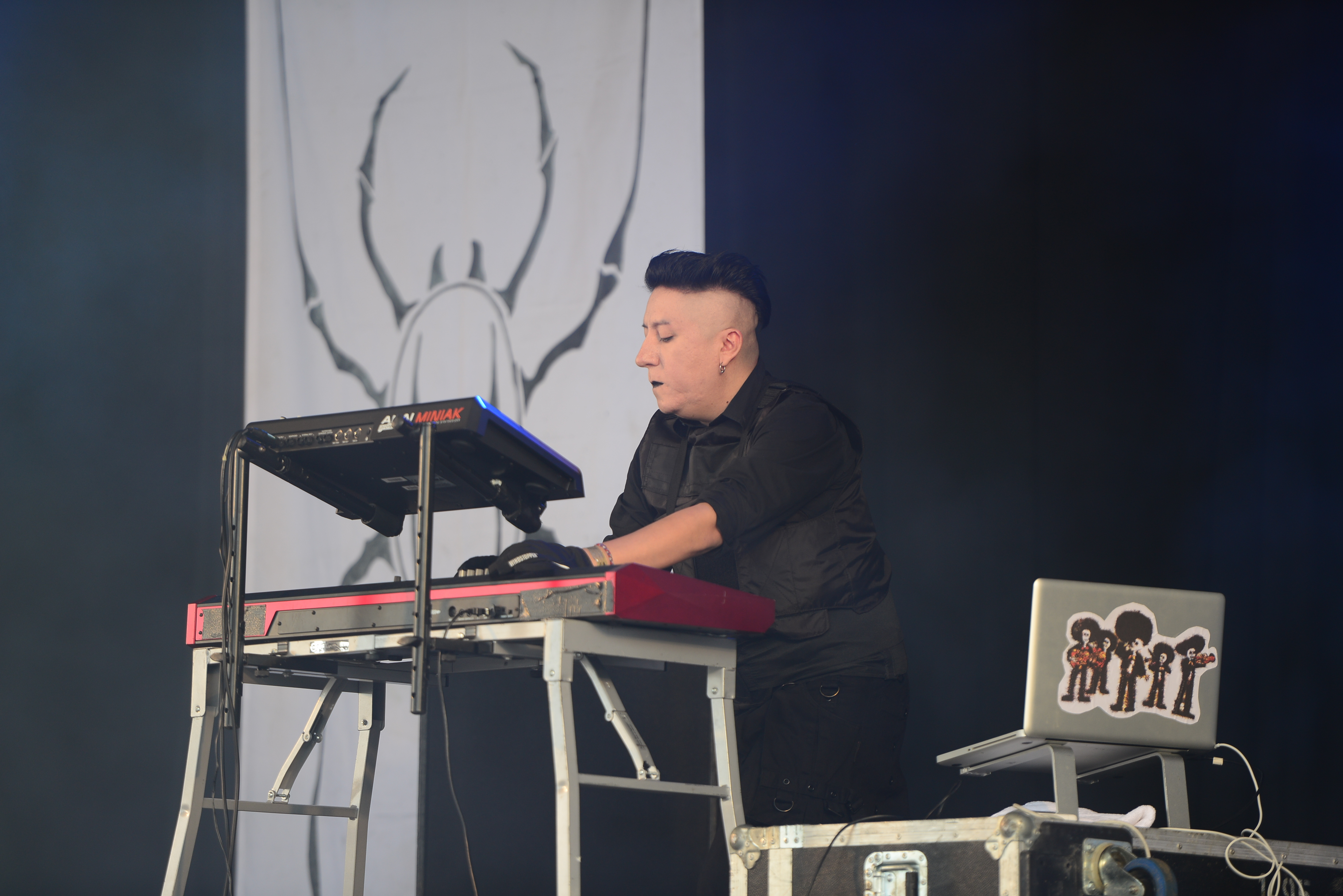
Racso Agroyam, 2014

- 1993 - Misuse, Abuse and Accident (demo tape)
- 1994 - Autoagresión Persistente (demo tape)
- 1996 - Triste Desprecio (demo tape)
- 1997 - Odio Bajo El Alma
- 1998 - El dia de la ira (MCD)
- 1998 - Cursed Land
- 1998 - Los Hijos Del Infierno
- 1999 - Sangre Hirviente
- 2000 - Aqui y Ahora En El Silencio
- 2001 - Untold Blasphemies (CDM)
- 2002 - Signos de Aberración
- 2003 - Hate Never Dies (The Celebration boxset i The Remix Celebration)
- 2004 - Born to be hated (CDM)
- 2004 - Wrack and Ruin
- 2005 - Blasphemies in The Holy Land
- 2006 - A Traves de Mundos que Arden + Scars (CDM)
- 2007 - About A Dead (CDM)
- 2008 - Memorias Atras
- 2008 - Tora! Tora! Tora!
- 2010 - Dog Eat Dog (CDM)
- 2010 - Tiempos De Furia
- 2012 - Vile Whispers (EP)
- 2012 - El Ultimo Minuto
- 2013 - Los dias caminando en el fuego
- 2015 - Ofensor
- 2017 - The Spell of the Spider
- 2019 - Artificial Extinction

## Inne Projekty
- Dulce Liquido - Sideproject Racso Agroyama
- Rabia Sorda - Solowy projekt Erka Aicraga